# R U Still Down? (Remember Me)
R U Still Down? (Remember Me) is het tweede postume album van 2Pac, uitgebracht in 1997. Hoewel het het tweede album is dat is uitgebracht na zijn dood, is het het eerste dat werd afgewerkt zonder de creatieve inbreng van 2Pac. Dit was de eerste release van zijn moeders nieuwe imprint Amaru Entertainment, opgericht om zijn postume releases te controleren.
Het was aanleiding tot twee hitsingles, "Do for Love" en "I Wonder If Heaven Got a Ghetto", waarvan de eerste ("Do for Love") Gold is gecertificeerd door de RIAA. Het album bereikte uiteindelijk multi-platina status, een trend die een aantal van zijn latere postume albums zouden volgen. Het album verkocht 549.000 exemplaren in de eerste week.

## Nummers
| Nr. | Titel                                | Duur |
| --- | ------------------------------------ | ---- |
| 1.  | Redemption                           | 1:48 |
| 2.  | Open Fire                            | 2:52 |
| 3.  | R U Still Down? (Remember Me)        | 4:07 |
| 4.  | Hellrazor (met Stretch en Val Young) | 4:15 |
| 5.  | Thug Style                           | 4:16 |
| 6.  | Where Do We Go From Here (Interlude) | 4:31 |
| 7.  | I Wonder If Heaven Got a Ghetto      | 4:21 |
| 8.  | Nothing to Lose (met TLC)            | 3:39 |
| 9.  | I'm Gettin' Money                    | 3:32 |
| 10. | Lie to Kick It (met Richie Rich)     | 3:39 |
| 11. | Fuck All Y'all                       | 4:32 |
| 12. | Let Them Thangs Go                   | 3:33 |
| 13. | Definition of a Thug Nigga           | 4:09 |

| Nr. | Titel                                             | Duur |
| --- | ------------------------------------------------- | ---- |
| 1.  | Ready 4 Whatever (met Big Syke)                   | 4:05 |
| 2.  | When I Get Free                                   | 4:46 |
| 3.  | Hold on be Strong                                 | 4:11 |
| 4.  | I'm Losin' It (met Big Syke en Spice 1)           | 3:55 |
| 5.  | Fake Ass Bitches                                  | 3:10 |
| 6.  | Do for Love (met Eric Williams van Blackstreet)   | 4:42 |
| 7.  | Enemies with Me (met Dramacydal)                  | 4:15 |
| 8.  | Nothin' but Love                                  | 4:17 |
| 9.  | 16 on Death Row                                   | 5:42 |
| 10. | I Wonder If Heaven Got A Ghetto (Hip-Hop Version) | 4:40 |
| 11. | When I Get Free II                                | 3:22 |
| 12. | Black Starry Night (Interlude)                    | 0:48 |
| 13. | Only Fear of Death                                | 5:09 |

## Charts
| Jaar | Album                         | Hoogste positie | Hoogste positie        | Hoogste positie           |
| Jaar | Album                         | Billboard 200   | Top R&B/Hip Hop Albums | Nederlandse Album Top 100 |
| 1997 | R U Still Down? (Remember Me) | 2               | 1                      | 29                        |